# Gare de Hargarten - Falck
La gare de Hargarten - Falck est une gare ferroviaire française située sur le territoire de la commune de Falck, à proximité de Hargarten-aux-Mines, dans le département de la Moselle, en région administrative Grand Est.
Elle est fermée à tout trafic.

## Situation ferroviaire
Établie à 229 mètres d'altitude, la gare de Hargarten - Falck constitue l'aboutissement, au point kilométrique (PK) 125,750, de la ligne de Haguenau à Hargarten - Falck, après la gare de Creutzwald.
Gare de bifurcation, elle est également située au PK 50,543 de la ligne de Metz-Ville à la frontière allemande vers Überherrn (en partie déclassée).

## Histoire
La gare de Hargarten est mise en service le 1er avril 1879 par la Direction générale impériale des chemins de fer d'Alsace-Lorraine qui inaugure la section de gare de Téterchen à Überherrn. Bien que située plus près de Falck, elle porte le seul nom de Hargarten et prendra sa dénomination actuelle après 1919.
Cette section est alors un prolongement de la ligne de Courcelles-sur-Nied à Téterchen. Le 1er mai 1882, l'EL ouvre la section de Carling à Hargarten, prolongement de la ligne venant de Haguenau et Sarreguemines. En 1882-1883 est réalisée la ligne de Thionville à Anzeling et Téterchen faisant de la gare de Hargarten un important nœud ferroviaire. La réalisation en 1908 de la ligne stratégique de Metz à Anzeling, section de la liaison de Metz à la frontière allemande (Überherrn) accroit encore l'importance de la gare.
Après la défaite allemande, l'Alsace-Lorraine est rattachée à la France, déplaçant la frontière Franco-Allemande à quelques kilomètres de la gare. Administrée par les Chemins de fer d'Alsace et de Lorraine puis par la Société nationale des chemins de fer français, la gare de Hargarten - Falck est désormais fermée.
Le site comportait un important dépôt de locomotives et une gare de triage.

## Patrimoine ferroviaire
L'ancien bâtiment voyageurs, construit par la Direction générale impériale des chemins de fer d'Alsace-Lorraine, est à l'abandon. Semblable à celui de la gare de Creutzwald, il s'en distingue par la position de la tour et des ailes, qui est permutée à Hargarten - Falck, et la dimension moins importante de la halle aux marchandises. À Hargarten, la seconde aile basse comporte trois travées.